# Mohamed Latif
Mohamed Latif (àrab: محمد لطيف)  (Bani Suwayf, 23 d'octubre de 1909 - Egipte, 17 de març de 1990) fou un futbolista egipci de la dècada de 1930.
Fou internacional amb la selecció d'Egipte amb la qual participà en la Copa del Món de futbol de 1934.
Pel que fa a clubs, destacà a Al-Zamalek i Rangers F.C..
També fou entrenador a Zamalek.